# 三菱UFJニコス
三菱UFJニコス株式会社（みつびしユーエフジェイニコス、英: Mitsubishi UFJ NICOS Co., Ltd.）は、東京都千代田区外神田（秋葉原）に本社を置く、株式会社三菱UFJフィナンシャル・グループ (MUFG) の中核企業で、日本の大手クレジットカード会社である。MUFG内略称はニコス。

## 概要
1951年6月7日に、信販最大手の企業である「日本信用販売」（後に商号を「日本信販」に変更）として設立。2005年10月1日にUFJ銀行の子会社となり、UFJカードを合併。同時に「UFJニコス」に商号を変更した。2006年10月1日に農業協同組合 (JA) 系列の協同クレジットサービスを合併した。2007年4月1日に三菱銀行系のDCカードを合併し、商号を「三菱UFJニコス」に変更した。信販系クレジットカードと銀行系クレジットカードの2つの流れを汲む。現在はUFJカードを含むMUFGカード、DCカード（三菱銀行系）、NICOSカード（日本信販系）の3種類のカードを発行している。3種類のカード決済システムを約1500億円かけて21年度までに統合する。
2008年4月1日に個品割賦事業を大手信販会社のジャックスへ事業譲渡した。その後、MUFGが直接出資する子会社となっている。2005年11月にMUFGが農林中金と提携を結び、2008年には三菱UFJニコス株の一部を農林中金に譲渡している。2011年3月には、過払金返還に備えて引当金を積み増し、財務基盤を強化するため、MUFGと農林中金を引受先とする1千億円の増資を実施した。2017年10月1日に、MUFGが農林中金の保有する三菱UFJニコス株のすべてを取得し、三菱UFJニコスを完全子会社化すると発表した。MUFGは、スマートフォンによる決済や仮想通貨関連の事業が広がる中、三菱UFJニコスを完全子会社化し、決済事業の中核を担う会社としたい考えと報じられている。JAカード事業に関しては、JAグループ向けの決済ソリューションにかかる企画業務等を担う新会社であるJAカード株式会社を農林中金と三菱UFJニコスの共同出資によって、2017年10月1日に設立し、翌年1月から営業を開始した。
株式会社フィナンシャルワンカードから始まったフィナンシャルワンの運営も引き継いでいる。グループスローガンは、MUFG共通の『世界が進むチカラになる。』である。シンボルマークやコーポレートカラーもMUFGと共通である。
年間取扱高は9兆6,398億67百万円（2016年3月期連結）。前身のディーシーカードが三菱銀行系のクレジットカード会社であったことから三菱広報委員会の会員である一方、同じく前身のUFJニコス（日本信販）が三和グループのクレジットカード会社であったことからみどり会の会員でもある。
自身でクレジットカードを発行する前、カードを用いない信用販売事業を専門としていた時代にはJCBの設立にも関与していた。JCBのロゴの赤（JCBの「C」の部分）は日本信販のコーポレートカラーである。
2024年11月18日、時期は未定だが、“認知、訴求力の向上”を目的として、「三菱UFJカード」に商号変更する予定であることが明らかにされ、実現すれば前身の一つである日本信販色が消えることになる。

## 沿革

### 日本信販株式会社
- 1948年 - 創業者山田光成が日本百貨サービス株式会社設立。
- 1949年 - 日本百貨サービスから発展し、前身の日本信用販売設立準備事務所を開設。
- 1951年6月7日 - 東京都文京区本郷に日本信用販売株式会社設立。クーポン券による割賦購入斡旋事業を開始。
- 1961年
  - 1月25日 - 三和銀行、日本信販、東洋信託銀行が共同で出資し、「日本クレジットビューロー」を設立。
  - 10月 - 東証2部上場。
- 1966年 - 商号を「日本信販株式会社」に変更。同時にクレジットカード業を開始。
- 1970年 - 東証1部に指定変更。
- 1984年 - 創業者の長男・山田洋二が社長就任。
- 1987年 - VISA・MasterCardの発行・開拓権を獲得し、「日本信販国際カード」発行。
- 1988年 - 日本信販が発起人となり国際カードビジネス協会を設立。
- 1991年 - クレジットカードのブランドを「Nippon Shinpan」から「NICOS」に変更。
- 1992年 - 「日本信販ギフトカード」を発行。
- 1997年 - 社長に鈴木公久が就任し、山田洋二は会長となる。
- 2000年 - ギフトカードに名前やメッセージが印字できる「メッセージ入りNICOSギフトカード」を発行。
- 2001年 - 経営再建のため山田会長が社長に復帰、鈴木社長が取締役相談役に就任。
- 2002年11月 - 2003年2月 - 総会屋の右翼団体へ長期の利益供与が発覚し、元専務ら8人の幹部社員が逮捕[12]。創業者一族による経営から刷新（山田洋二社長が引責辞任）し、大森一廣常務が社長就任（三菱UFJニコスとなるまで在任。後任は三和銀行出身者）。
- 2004年
  - 1月 - UFJホールディングス・UFJ銀行が、日本信販を連結子会社化。
  - 日本信販・UFJカード・ビザと共同開発のSmartplusがサービス開始。

### 株式会社UFJカード
- 1968年 - 東海銀行系のクレジットカード会社として「株式会社ミリオンカード・サービス」(mc) 設立。
- 1983年 - 三和銀行、JCBのフランチャイジーとして「株式会社三和カードサービス」を設立。
- 2000年 - 株式会社三和カードサービスが東洋カードサービス株式会社と株式会社大同生命カードサービスを合併。商号を「株式会社フィナンシャルワンカード」に変更。
- 2002年1月15日 - UFJ銀行発足と合わせて、株式会社ミリオンカード・サービスが株式会社フィナンシャルワンカードを合併し、株式会社UFJカード（登記上は株式会社ユーエフジェイカード）に商号変更。ブランド名をミリオンカードから、UFJカードに変更。
- 2004年 - 日本信販・UFJカード・ビザと共同開発のSmartplusがサービス開始。

### 株式会社ディーシーカード
- 1967年 - 三菱銀行系のクレジットカード会社として「ダイヤモンドクレジット株式会社」設立。
- 1969年 - マスターカード発行。
- 1989年 - Visaカード発行。業界初のビザ、マスターカードのデュアル発行。商号を「株式会社ディーシーカード」に変更。
- 1992年 - リボ払い専用カード発行。
- 1999年 - 業界初となるホームページからの利用明細ダウンロードサービスを開始。
- 2000年 - 業界初となる翌月の請求金額をEメール送付を開始。
- 2003年 - 会員情報誌「GRAN」発行。

### UFJニコス株式会社→三菱UFJニコス株式会社
- 2005年10月 - 日本信販株式会社が株式会社UFJカードを合併し、「UFJニコス株式会社」に商号変更。
- 2006年
  - 3月 - 本社機能を秋葉原UDXへ移転（登記上の本店はそのまま）。
  - 10月1日 - 「協同クレジットサービス株式会社」を吸収合併。
- 2007年4月1日 - 「株式会社ディーシーカード」を合併し、商号を「三菱UFJニコス株式会社」に変更。
- 2008年
  - 1月1日 - ニコス地域会社6社を吸収合併。
  - 4月1日 - 子会社のJNS管理サービス株式会社に個品割賦事業を会社分割後、全株式をジャックスに譲渡。
  - 7月16日 - 新ブランド「MUFGカード」発行。
  - 7月28日 - 上場廃止。
  - 8月1日 - 株式交換により、三菱UFJフィナンシャルグループの完全子会社となる。
  - 8月8日 - 株式譲渡（2億4400万株）により、農林中央金庫の持分法適用関連会社となる。
- 2013年3月31日 - Visa Touch/Smartplusの新規入会受付終了[13]。
- 2017年10月1日 - 三菱UFJフィナンシャル・グループにより完全子会社化される。

## 本社等の所在地
- 本社：東京都千代田区外神田4-14-1 秋葉原UDX
- 中部営業部
- 西日本営業部

## 主要子会社

### 連結子会社
- カードビジネスサービス株式会社
- MUニコス・クレジット株式会社
- 全保連株式会社

### 持分法適用関連会社
- 株式会社ペイジェント
- 株式会社ジェイエムエス
- PT.U Finance Indonesia

など。

## グループ会社
三菱UFJニコスが発行するクレジットカードの内、DCカード及びMUFGカード（旧UFJカード）は、グループ会社も発行している。DCカードグループ及びMUFGカードグループのいずれか又は両方に属する会社は、次表の通りである。
凡例：○募集中　●銀行本体発行に移行　△募集停止　×利用停止
| 社名                       | DC | MUFG |
| -------------------------- | -- | ---- |
| 札幌北洋カード             | △  | ○    |
| あおぎんカードサービス     | ○  | ○    |
| みちのくカード             |    | ○    |
| いわぎんディーシーカード   | ○  |      |
| フィデアカード             | ○  | △×   |
| やまぎんカードサービス     | ○  |      |
| 大東クレジットサービス     |    | ○    |
| とちぎんカード・サービス   |    | ○    |
| 東和カード                 |    | ○    |
| ちばぎんカード             | △  |      |
| 第四ディーシーカード       | ○  | ○    |
| たいこうカード             |    | ○    |
| 富山ファースト・ディーシー | ○  |      |
| 福井カード                 | ○  | ○    |
| 山梨中銀ディーシーカード   | ○  |      |
| 八十二カード               | ○  |      |
| 十六カード                 | ○  |      |
| OKBペイメントプラット      |    | ○    |
| 静銀カード                 | ●  |      |
| 清水リース&カード          |    | ○    |
| 愛銀ディーシーカード       | ○  |      |
| 名古屋エム・シーカード     |    | ○    |
| 中京カード                 |    | ○    |
| 百五カード                 | ○  |      |
| 滋賀ディーシーカード       | ○  |      |
| 京都クレジットサービス     | ○  | ○    |
| 池田泉州DC                 | ○  |      |
| 南都ディーシーカード       | ○  | ○    |
| 紀陽カードディーシー       | ○  | ×    |
| ひろぎんカードサービス     | ●  |      |
| やまぎんカード             | ○  |      |
| 西京カード                 |    | ×    |
| 百十四ディーシーカード     | ○  | ○    |
| いよぎんディーシーカード   | ○  |      |
| 九州カード                 |    | ○    |
| FFGカード                  | △  |      |
| りゅうぎんディーシー       | ○  |      |
| かいぎんカード             |    | ○    |
| 菱信ディーシーカード       | ○  |      |
| 東京海上日動ファイナンス   | ○  |      |

## 提携（FC契約）金融機関
次の銀行とクレジットカードの銀行本体発行に関して提携（ブランドとしてはDCと提携）している。
- 三菱UFJ銀行（三菱UFJ-VISA、スーパーICカード コンビタイプ・セキュリティタイプを発行） - 銀行本体発行第一号カード。当初発行を開始したカードは、スーパーICカードゴールドカードのセキュリティタイプのみだったが、その後セキュリティタイプとコンビタイプのゴールドカードと一般カードを発行。
- 千葉銀行（ちばぎんスーパーカード）
- 広島銀行（バリューワン）
- 常陽銀行（JOYO CARD Plus）
- 静岡銀行（しずぎんjoyca）
- 北洋銀行（clover）
- 京都銀行（京都カードネオ）
- 山口銀行（ワイエムカード[注釈 9]）
- 百五銀行（105BESTIO）
- 八十二銀行（HaLuCa）
- 岩手銀行（I be One+）
- 伊予銀行（IYOCA）
- 滋賀銀行（STIO）
- 足利銀行（GOODYカード）

## 加盟する信用情報機関
- 株式会社シー・アイ・シー（CIC）
- 株式会社日本信用情報機構（JICC）

## 主なサービス

### 非接触決済
JCBカード（UFJ JCBカード）や一部提携カード はQUICPay、VISAブランドのクレジットカードはVisaのタッチ決済、その他のクレジットカード（MasterCardブランドのDCカードを除く）はSmartplusにそれぞれ対応している（一部を除く）。かつてはVisa Touchも扱っていた。

### ローンカード
三菱UFJニコスローンカードを、2008年6月10日から取り扱っている。尚、MUFGカードは、同年7月16日から募集を開始している。

### ギフトカード
ギフトカードとして、「三菱UFJニコスギフトカード」を発行している。2016年現在発行されている額面金額は次の通り。
- 500円券
- 1,000円券
- 5,000円券

過去にニコスギフトカードなどで10,000円券が発行されていた。
過去にダイヤモンドクレジット・DC・日本信販・NICOS・ミリオン・UFJ・UFJNICOSの各会社およびブランド名で発行されていたギフトカード（以下本節内において旧券と記述）も、2020年現在の三菱UFJニコスギフトカード取扱加盟店であれば、DC・UFJ・ギフトカード取扱店規約（以下本節内において取扱店規約と記述）第2条により2020年現在発行されている三菱UFJニコスギフトカードと同様に利用できる。
旧ニコスギフトカードの旧デザイン券のうち、1995年10月～1998年8月に発行された額面金額が5,000円のものと10,000円のものについては2016年時点で加盟店での利用は不可となっており、三菱UFJニコスが発行している三菱UFJニコスギフトカードとの交換を行っている（同時期発行されていた額面金額が1,000円の旧券については2020年現在も利用が可能である）。
ダイヤモンドクレジットギフトカードやミリオンギフトカードなどは加盟店側が使用可否のみならずその存在自体を知らず、使用を断られることがある。本来上記の旧券の使用を正当な理由 が無いにもかかわらず店側の周知不足を理由に使用を拒否することは取扱店規約第7条に違反する行為であり、その場合三菱UFJニコスは取扱店規約第12条に基づき加盟店との契約を解除することが可能である。
誤ってギフトカードのミシン目を切り取ってしまうと無効となり、加盟店での利用は不可能となるが、切り取り片が残っている場合は三菱UFJニコスギフトカードセンターへ連絡すれば有効なギフトカードと交換が可能な場合もある。
2024年3月末に「三菱UFJニコスギフトカード」の販売を終了し、代替として「JCBギフトカード」が案内されている。

### 共同住宅の分譲
日本信販時代に、コンドミニアム、アドリームのブランドで展開していた。

## クレジットカードのサービス

### POINT名人.com
約400の通販サイトへのポータルサイトで、同サイトから通販サイトにアクセスすれば、対象カード 利用によるショッピングで通常の2 - 20倍のポイントが付与される仕組みとなっている。

### 海外アシスタンスサービス ハローデスク
株式会社JTBグローバルアシスタンスに業務を委託し、海外アシスタントサービス「ハローデスク」を開設している。

### 会員専用WEBサービス
三菱UFJニコスが発行する、MUFGカード（MUFG CARD WEBサービス）、DCカード（DC Webサービス）、NICOSカード（Net Branch）のカードブランド毎に会員専用WEBサービスがあり、請求額・利用明細照会、利用可能額照会、ポイントの照会・応募、キャンペーンの参加登録、住所等の変更、支払方法の変更や各種申込みがインターネット上で可能である。

## 加盟店
- MUFGカード、DCカード、NICOSカードのVISA/MasterCard提携タイプは三菱UFJニコス及びいずれかの国際ブランドの加盟店で利用する事が出来る。
- MUFGカードのAmerican Express提携タイプはAMEX、加えてJCBの一部加盟店で利用する事が出来る（三菱UFJニコスの加盟店で利用する事は出来ない）。
- NICOSカードの国内専用タイプは三菱UFJニコスの加盟店の内、従来のNICOS全加盟店及びDC/UFJの一部加盟店で利用する事が出来る。
- UFJ-JCBカード及びMUFG-JCBカードは、JCBの加盟店で利用する事が出来る（三菱UFJニコスの加盟店で利用する事は出来ない）。

## 不正利用検知システム
三菱UFJニコスでは、悪意のある第三者による不正使用を未然に食い止めるため、米国 Nestor Inc.が開発したPrism Creditを導入し常時モニタリングしている。

## CMキャラクター

### MUFGカード
寺島しのぶ 　「次の豊かさへ、ご一緒に。」
山崎一
2011年11月より出演。
松坂桃李
小島藤子
MUFGカードゴールド、2012年7月7日から。
※以下は過去の出演者※
瑛太　「一生、つきあえる。MUFGカード」
2009年7月より出演。
鈴木浩介　MUFGカードの2,000円から持てるゴールドカードの発行CM
2008年8月より出演。

### DCカード
カッパ
タヌキ
中井貴一
本田望結
カッパ、タヌキ、中井の3人の珍道中を描いたシリーズは10年以上続く長寿CMだった（一時期「カッパとタヌキのDCカード」のCMキャッチを使っており、カッパとタヌキは中井よりもメインだった）。2007年に中井が一旦降板し、2009年4月から2012年5月まで武井壮などとカッパ・タヌキのコンビでCMが放送された。2012年より中井がCMに復帰、新たに本田も加わる。
カッパとタヌキにはそれぞれ氏名があり、「カッパ・まき」と「たぬき・ネイリー」。
広瀬すず
2016年5月より出演。このCMでは、新たにデザインされたカッパとタヌキが登場した。

### 企業CM
藤井美菜
2007年11月より出演。
「セキュリティ・ファースト」篇

### ミリオンカード→UFJカード
髙嶋政宏
ミリオンカード創立30周年の1998年まで出演していた。
反町隆史
ミリオンカード創立30周年の1998年からUFJカードとなった後の2003年までのおよそ5年間出演していた。
竹野内豊
2005年10月の合併後より出演。

### NICOS
田中邦衛
NICOSブランド制定前の1987年に出演。
柴田恭兵
NICOSブランド制定前の1989年から2年間出演。
ケン・ティレル
1990年、柴田と共演。
中嶋悟
NICOSブランド制定前の1991年に出演。
GO-BANG'S
1991年のNICOSブランド導入開始時に出演。CM用に制作されたGO-BANG'Sの楽曲（未発売）を挿入曲として採用。
田村正和
1992年から合併前の2005年9月迄、およそ13年間の長期出演だった。
ナインティナイン
1998年から2年間出演。田村との共演との他、単独出演もあり。
樹木希林
2001年、田村と共演。
妻夫木聡
2005年10月の合併後より出演。

## 提供スポンサー

### MUFGカード
- partner 次の豊かさへ、ご一緒に。（BS朝日 毎月第3日曜22:00 - 22:54）
- 三菱UFJニコス presents 松任谷正隆 DEAR PARTNER（TOKYO FM・FM OSAKA 毎週日曜21:00 - 21:55）
- SMAP×SMAP（関西テレビ・フジテレビ系）DCカードから継続〜2009年3月30日放送の「世にも奇妙な物語 春の特別編」（フジテレビ系）を以って番組降板。
- 人生が変わる1分間の深イイ話（日本テレビ系毎週月曜21:00 - 21:54）
- 出没!アド街ック天国（テレビ東京系毎週土曜21:00 - 21:54）※DC CARDのコマーシャルを流す場合あり。
- 笑点（日本テレビ系）

### DCカード
- ネプリーグ（フジテレビ、関東ローカル）
- めざましテレビ（フジテレビ、同上）
- どちら様も!!笑ってヨロシク（日本テレビ系）
- 秘密のケンミンSHOW（読売テレビ・日本テレビ系毎週木曜21:00 - 21:54）※提供クレジットは「DC CARD→三菱UFJニコス」名義、現在[いつ?]はPanasonicに交代。

### UFJカード
- 速報!歌の大辞テン（日本テレビ系、2003年?を以て降板）
- NEWS ZERO（日本テレビ系、2009年4月 - 2010年3月）

### NICOS
- ズームイン!!SUPER（日本テレビ系）
- ズームイン!!サタデー（日本テレビ系）
- はねるのトびら（フジテレビ系、2006年3月を以て降板）
- 高校生クイズ（第17回）（日本テレビ系）
- ザ!鉄腕!DASH!!
- もっとあぶない刑事